# Perpetua Nkwocha
Perpetua Ijeoma Nkwocha (* 3. Januar 1976 in Lagos) ist eine nigerianische ehemalige Fußballnationalspielerin. Sie ist mehrfache Gewinnerin der Afrikameisterschaft, Rekordtorschützin der Meisterschaft und mehrfache Fußballerin des Jahres in Afrika.

## Karriere

### Verein
Nkwocha spielte die meiste Zeit ihrer Karriere in Schweden, zunächst für den nordschwedischen Verein Sunnanå SK in der Damallsvenskan. 2010 stieg sie mit Sunnanå SK in die Division 1 ab, 2012 als Meister der Division 1 wieder auf, aber 2013 sofort wieder ab. Seit 2015 spielt sie als Spielertrainerin für Clemensnäs IF in der vierten Liga (Division 2).

### Nationalmannschaft
Nkwocha ist Nationalspielerin für Nigeria und mit 34 Toren Rekordtorschützin der Fußball-Afrikameisterschaft der Frauen, die sie 2000, 2002, 2004, 2006, 2010 und 2014 gewann und dabei viermal Torschützenkönigin wurde.
Durch die Siege bei den Afrikameisterschaften qualifizierte sich Nigeria als einziges afrikanisches Land für alle Weltmeisterschaften der Frauen. Nkwocha selber nahm 2003, 2007 und 2011 teil. 2011 erzielte sie beim 1:0 gegen Kanada das einzige Tor für Nigeria. Obwohl sie nur noch in der vierten schwedischen Liga spielt, wurde sie auch für die WM 2015 nominiert. Am 12. Juni 2015 wurde sie im zweiten Gruppenspiel gegen Australien in der 54. Minute eingewechselt. Sie war damit mit 39 Jahren und 160 Tagen die älteste Spielerin, die je bei einer Weltmeisterschaft eingesetzt wurde, bevor diese Rekordmarke wenige Tage später von der US-Amerikanerin Christie Rampone übertroffen wurde – ausgerechnet im Spiel gegen Nigeria!
Zudem spielte sie bei den Olympischen Sommerspielen 2000 in Sydney, 2004 in Athen und 2008 in China.

## Erfolge
- Afrikameister 2000, 2002, 2004, 2006, 2010 und 2014
- Torschützenkönigin der Afrikameisterschaft 2002, 2004, 2006, 2010
- Rekordtorschützin der Afrikameisterschaft: 34 Tore

## Auszeichnungen
- Afrikas Fußballerin des Jahres 2004, 2005, 2010, 2011